# ملکه این‌گیونگ
ملکه کیم این‌گیونگ (به کره‌ای: 인경왕후 김씨؛ ۲۵ اکتبر ۱۶۶۱–۱۶ دسامبر ۱۶۸۰)، از قبیله گوانگ‌سان کیم، با نام شخصی کیم اوک‌هی، اولین ملکه همسر پادشاه سوک‌جونگ بود. او از سال ۱۶۷۴ تا زمان مرگش در سال ۱۶۸۰ ملکه چوسان بود.

## زندگی‌نامه
ملکه آینده در ۲۵ اکتبر ۱۶۶۱ در زمان سلطنت پادشاه هیون‌جونگ به عنوان دختر بزرگ و سومین فرزند خانواده اش متولد شد. نام کوچک او کیم اوک-هی (김옥혜؛ 金玉惠) بود. پدرش کیم مان-گی و مادرش بانو هان از قبیله چونگ‌جو هان بود. کیم جانگ-سونگ پدربزرگ او بود و کیم جیب از طریق پدرش نبیره او بود. او در سن ۱۰ سالگی با تنها پسر پادشاه هیون‌جونگ، ولیعهد یی سون میونگ‌بو، ازدواج کرد، و او را به عنوان ملکه جوان همسر ولیعهد (왕세자빈، وانگ‌سه جا-بین) انتخاب کرد. او با شوهرش رابطه خویشاوندی داشتند، زیرا پادشاه سون‌جو جد مشترک آنها بود. در سال ۱۶۷۴، شوهرش به عنوان نوزدهمین پادشاه چوسان (با نام سلطنتی: پادشاه سوک‌جونگ) به سلطنت رسید و او رسما «ملکه چوسان» شد. در سال ۱۶۷۷، او دختری به دنیا آورد که در نهایت یک سال بعد در ۱۳ مارس ۱۶۷۸ درگذشت. در سال ۱۶۷۹، ملکه دختر دیگری به دنیا آورد اما او هم یک روز بعد ناگهانی از دنیا رفت. در تابستان ۱۶۸۰، ملکه باردار بود، اما به دلیل یک حادثه، سقط جنین کرد. در ۸ دسامبر ۱۶۸۰، در سن ۱۹ سالگی، او علائم آبله را نشان داد و بعداً در ۱۶ دسامبر در کاخ گیونگ‌دوک (که اکنون به عنوان کاخ گیونگ‌هوی شناخته می‌شود) درگذشت. او در ایک‌رونگ (익릉) در استان گیونگ‌گی به خاک سپرده شده است

## خانواده
- پدر: کیم مان-گی، از قبیله گوانگ‌سان کیم
  - پدربزرگ: کیم جانگ-سونگ (۱۵۴۸–۱۶۳۱)
- مادر: بانو هان، از قبیله چونگ‌جو هان
  - پدربزرگ: هان یو-ریانگ (۱۶۰۳–۱۶۵۶)
- برادر و خواهر:
  - برادر بزرگتر: کیم جین-گو (۱۶۵۱–۱۷۰۴)
  - برادر بزرگتر: کیم جین-گیو (۱۶۵۸–۱۷۱۶)
  - برادر کوچکتر: کیم جین-سو
  - برادر کوچکتر: کیم جین-بو (۱۶۷۶–۱۶۹۳)
  - خواهر کوچکتر: کیم هان-هی
  - خواهر کوچکتر: کیم بوک-هی
- همسر:
  - پادشاه سوک‌جونگ، از چوسان (۷ اکتبر ۱۶۶۱–۱۲ ژوئیه ۱۷۲۰)
- فرزندان:
  - شاهدخت بی‌نام (۲۷ آوریل ۱۶۷۷–۱۳ مارس ۱۶۷۸)
  - شاهدخت بی‌نام (۲۳ اکتبر ۱۶۷۹–۲۴ اکتبر ۱۶۷۹)
  - فرزند متولد نشده؛ سقط جنین (۲۰ ژوئیه ۱۶۸۰)

## نام کامل پسامرگی
- ملکه این‌گیونگ گوانگ‌ریول هیوجانگ

میونگ‌هیون سئون‌موک هیس‌هونگ سون‌وی
- 광렬효장명현선목혜성순의인경왕후
- 光烈孝莊明顯宣穆惠聖純懿仁敬王后

## در فرهنگ عامه
- توسط جو جونگ ریو در فیلم جانگ هوی بین، در سال ۱۹۶۱ به تصویر کشیده شد.
- توسط پارک سون چون در مجموعه تلویزیونی ام‌بی‌سی، ۵۰۰ سال سلسله چوسان: ملکه این‌هیون، در سال ۱۹۸۸ به تصویر کشیده شد.
- توسط سا می جا و جانگ‌های سوک در مجموعه تلویزیونی اس‌بی‌اس، جانگ هی بین، در سال ۱۹۹۵ به تصویر کشیده شد.
- توسط کیم ‌ها اون در مجموعه تلویزیونی اس‌بی‌اس، جانگ اوک‌جونگ، زندگی برای عشق، در سال ۲۰۱۳ به تصویر کشیده شد.